# Frances Hellman
Frances Hellman (Londres, 28 de outubro de 1956) é uma física que foi reitora da divisão de ciências matemáticas e físicas da Universidade da Califórnia em Berkeley, de 2015 a 2021. Seu foco acadêmico principal tem sido o estudo das propriedades termodinâmicas de novos materiais sólidos, especialmente materiais semicondutores, supercondutores e magnéticos de filmes finos. Ela atuou como presidente do departamento de física e ocupa um cargo duplo no departamento de ciência e engenharia de materiais.

## Infância e educação
Hellman nasceu em Londres, porém se mudou para Nova Iorque onde frequentou a Brearley School. Ela se formou summa cum laude e Phi Beta Kappa com altas honras em física pela Faculdade de Dartmouth em 1978. Hellman obteve seu PhD em física aplicada na Universidade Stanford em 1985.

## Carreira
Depois de receber seu PhD, Hellman atuou como pós-doutoranda na Bell Labs de 1985 a 1987, com foco em magnetismo de filme fino. Ela se mudou para San Diego, para se tornar professora assistente de física na Universidade da Califórnia em San Diego, em 1987, onde trabalhou até 2004. Ela recebeu a posse em 1994 e tornou-se professora titular em 2000. Hellman é membro da American Physical Society e recebeu o Prêmio Joseph F. Keithley em 2006.
Hellman ingressou no Departamento de Física de Berkeley em janeiro de 2005. Ela atuou como presidente do departamento de 2007 a 2013. Em 2019, ela foi eleita vice-presidente da American Physical Society em 2020 e em 2022 tornou-se presidente da APS.

## Vida pessoal
Hellman é filha de Chris e Warren Hellman, de São Francisco. A família Hellman está envolvida filantrópica com uma variedade de causas, incluindo a Universidade da Califórnia. Frances Hellman casou-se com Robert Dynes, ex-presidente da UC, em maio de 1998 e eles se divorciaram em 2006. Em 2006, ela conheceu Warren Breslau. Em 2009 eles se casaram.